# CROSS FM Midnight COLOR
CROSS FM Midnight COLORは、CROSS FMで放送されていたラジオ番組。ナビゲーターはCOLOR。放送期間は2007年1月-2008年9月29日まで放送されていた。

## 放送時間
- 2007年1月-2008年3月31日:毎週月曜深夜24:00-25:00（毎週火曜0:00-1:00）
- 2008年4月7日-2008年9月29日:毎週月曜深夜25:00-26:00（毎週火曜1:00-2:00）
  - 改編（やぎラッチョー!の1時間延長）により放送時間が変更になった。